# Brisbane Roar (Frauenfußball)
Die Brisbane Roar Women  sind ein australisches Frauenfußballteam aus Brisbane, Queensland. Das Profiteam wurde im Jahr 2008 gegründet und spielt in der A-League Women, der höchsten Frauenfußballliga des Landes. Das Team gehört zu dem Fußballverein Brisbane Roar FC, dessen Profi-Männermannschaft in der A-League spielt.

## Geschichte

### 2008/09 – Teamgründung und erste Saison
Im Jahr 2008 gründete der australische Fußballdachverband (FFA) die Profi-Frauenfußballliga W-League. Zu dieser Zeit hieß der Brisbane Roar FC noch Queensland Roar FC. Um an der neuen Liga als Gründungsmitglied teilzunehmen, stellte der Verein sein eigenes Frauenfußballteam auf. Als Trainer wurde der ehemalige walisische Nationalspieler Jeff Hopkins verpflichtet. In der ersten Saison des Teams und der Liga konnte Hopkins die Queensland Roar auf den ersten Tabellenplatz am Ende der Spielzeit führen. Das Team gewann somit die erste „W-League-Premiership“ und zog in die Play-offs ein. Im Halbfinale traf das Team auf den Sydney FC. Nach einem 1:1 n. V. konnten die Queensland Roar mit einem 5:4 im Elfmeterschießen siegen. Im Endspiel, dem Grand Final, gelang den Queensland Roar mit einem 2:0 gegen Canberra United ein ungefährdeter Sieg und wurden somit zum  „W-League-Champion“.

### 2009 – Zweite Saison
Im Jahr 2009 änderte der Queensland Roar FC seinen Namen in Brisbane Roar FC. Nach der erfolgreichen letzten Saison gelang dem Team mit dem dritten Tabellenplatz erneut der Einzug in die Play-offs. Im Halbfinale gelang ein 1:0-Auswärtssieg gegen die Central Coast Mariners. Wie bereits im Vorjahr stand das Team im „Grand Final“. Vor 1439 Zuschauern unterlagen die Brisbane Roar Women gegen den Sydney FC mit 2:3 im Finale.

### 2010/11 – Dritte Saison
Mit der dritten Saison konnten die Brisbane Roar Women ihren Status als eine der Top-Mannschaften der Liga etablieren. Nach einem zweiten Platz am Ende der Spielzeit zog das Team in die Play-offs ein. Das Halbfinale gegen Canberra United gewann der Verein nach einem 2:2 n. V. mit 4:2 im Elfmeterschießen. Zum dritten Mal in Folge erreichten die Frauen das „Grand Final“ und spielten auch in diesem Jahr gegen den Sydney FC. Im Gegensatz zum Vorjahr gewannen die Brisbane Roars mit 2:1 und wurden zum zweiten Mal „W-League-Champion“.

### 2011/12 – Vierte Saison
Die Brisbane Roar Women konnten am Ende der vierten Saison den zweiten Tabellenplatz erlangen und in die Play-offs einziehen. Das Halbfinale gewann das Team gegen den Sydney FC im Elfmeterschießen mit 4:3 (1:1 n. V.). Wie alle bisherigen Saisons zuvor erreichte das Team erneut das Grand Final. Im Endspiel trafen die Frauen auf den Canberra United FC und unterlagen diesem mit 2:3.

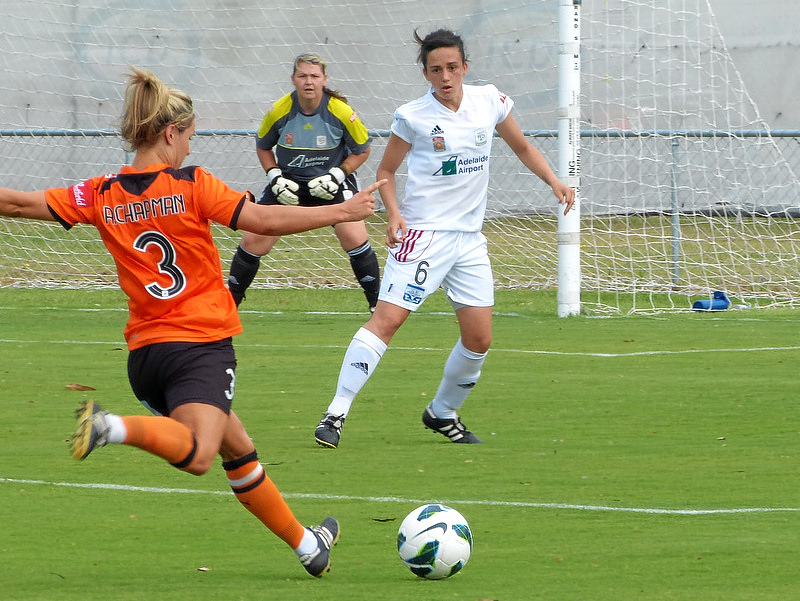
Brisbane Roar vs. Adelaide United (Saison 2012/13)

### 2012/13 – Fünfte Saison
Nach vier Saisons mit jeweiligem Einzug in das Play-off-Endspiel verließ der Trainer Jeff Hopkins die Brisbane Roars. Neue Trainerin wurde die Australierin Belinda Wilson. In ihrer ersten Saison führte sie das Frauenteam auf den ersten Tabellenplatz und zum Sieg der „W-League-Premiership“. Im Halbfinale der Play-offs unterlag das Team dem Sydney FC mit 2:3. Die Saison 2012/13 war das erste Mal seit dem Bestehen der Liga, dass die Brisbane Roar nicht ins Endspiel einzogen.

### 2013/14 – Sechste Saison
Zur Saison 2013/14 verpflichtete der Verein die deutsche Nationaltorhüterin Nadine Angerer. Das Team erreichte den vierten Tabellenplatz und somit den Einzug in die Play-offs. Im Halbfinale gewann das Team mit 2:1 gegen Canberra United und erreichte das Play-off-Endspiel. Im Grand Final verloren die Brisbane Roar Women mit 0:2 gegen den Melbourne Victory FC.

### 2014 – Siebte Saison
Nach der Saison 2013/14 wechselte Nadine Angerer zum NWSL-Team Portland Thorns FC. Da sich die Spielzeiten der W-League und der NWSL nicht überschneiden, wurde Angerer im September 2014 für die Saison an die Brisbane Roar ausgeliehen. Mit nur vier Siegen in den zwölf Spielen der Saison verpasste das Team jedoch den Einzug in die Play-offs und wurde nur Sechster der Tabelle.